# Pedro Cardona Prieto
Pedro María Cardona y Prieto (Mahón, 1872  - Madrid,   1936) fue un militar de la Armada Española que alcanzó el grado de Capitán de Navío.

## Carrera militar
En enero de 1891 sienta plaza como Aspirante de la Armada a bordo de la Fragata de hélice Princesa de Asturias, llegando a alcanzar el número uno de su promoción. Durante todas su vida demuestra una extraordinaria capacidad profesional y dotes de mando, dando sobradas pruebas de amor a su carrera y a su Patria. Su prestigio trasciende del ámbito puramente naval. A requerimiento del Almirante José Ferrándiz y Niño, ministro de Marina, forma parte de la comisión encargada de la reorganización de la Armada. También participa en la redacción de la nueva Ley de Bases Navales, llegando a definir los criterios de construcción de la Base Naval de Mahón. La parte más significativa y brillante de su carrera se inicia cuando se le confía la creación de la Aeronáutica Naval española. En 1917 es elegido por el Estado Mayor Central para que estudie y proponga el futuro de la Aviación Naval. El entonces Capitán de Corbeta Cardona no solamente se dedica a la selección de pilotos, observadores aéreos y mecánicos, y elección de aviones e hidros, sino que mostrando una gran preocupación por la situación de la industria nacional, propicia la fabricación en España de aeronaves y de motores de aviación. Posteriormente, en 1922, colabora directamente en la construcción del Dédalo, primer buque español con aeronaves embarcadas. En ese mismo año participa, al mando de la recién creada División Naval Aeronáutica, en la campaña del Marruecos español, mereciendo la imposición de la Cruz al Mérito Naval con distintivo rojo. En 1925 toma parte del desembarco de Alhucemas. Posteriormente desarrolla una notable labor en la Escuela de Guerra Naval y en el Consejo Superior de Aeronáutica.
Por su gran prestigio y alta consideración en la Armada, merece el aprecio de S.M. el Rey Don Alfonso XIII, que le nombra, en su momento, Ayudante Honorario. En el año 1931 finaliza su brillante carrera, al pasar a la situación de retiro con el grado de Capitán de navío.

## Vida política en la II República
En 1933 durante el gobierno de la CEDA, Alejandro Lerroux busca personas de prestigio para formar la lista por Madrid, trata de convencer a Maura, Unamuno, Ortega y Gasset, Gregorio Marañón y Pedro Cardona, entre otros... Ortega y Gregorio Marañón declinan la oferta, los otros tres citados acceden y participan del proceso. Pese a obtener buenos resultados, el sistema electoral con la segunda vuelta hace que no sean elegidos como representantes.

## Muerte
El 13 de agosto de 1936 es sacado de su casa y llevado con muchos otros al Monasterio del Escorial. Dos días después, el 15 de agosto se le ofrece el mando de la flota republicana, a lo que se niega y acto seguido es asesinado, víctima de la Guerra Civil en una cuneta de la carretera de El Escorial en las proximidades de Madrid, siendo enterrado en el cementerio de la Almudena. Fue inhumado en el Panteón de Marinos Ilustres el 19 de septiembre de 2000.